# Obwód amurski (Imperium Rosyjskie)

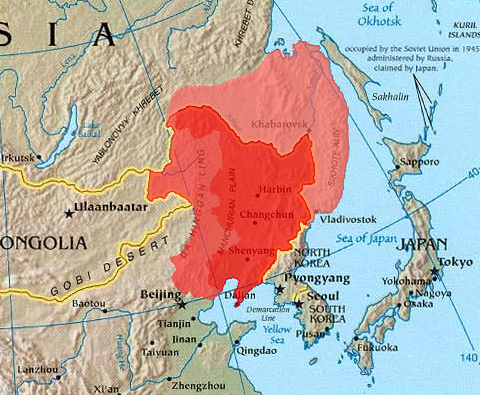
Granica rosyjsko-chińska w latach 1689–1858. Kolorem jasnoczerwonym zaznaczono tereny Cesarstwa Qing anektowane przez Rosję na mocy traktatów Traktat ajguński i Traktat pekiński. Zachodnią część terenów anektowanych objął obwód amurski, wschodnia weszła w skład nowo utworzonego obwodu nadmorskiego

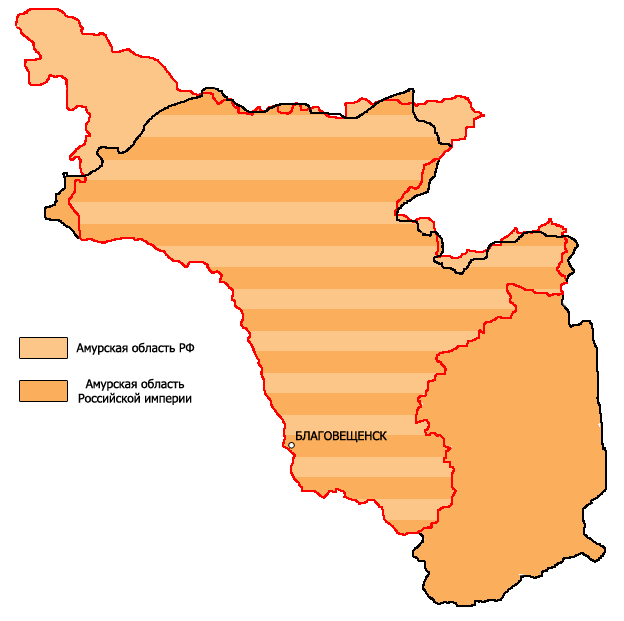
Porównanie granic obwodu amurskiego Imperium Rosyjskiego i współczesnego

Obwód amurski (ros. Амурская область) – jednostka administracyjna Imperium Rosyjskiego w Syberii wschodniej, utworzona ukazem Aleksandra II 8 grudnia?/20 grudnia 1858. Stolicą obwodu był Błagowieszczeńsk. Zlikwidowany w 1920.
Obwód obejmował terytorium Syberii wschodniej pomiędzy środkowym biegiem Amuru a Górami Stanowymi, anektowane przez Imperium Rosyjskie w 1858 w konsekwencji traktatu w Ajgunie (1858), ustalającego nową granicę między Cesarstwem Chińskim a Rosją na środkowym Amurze. Od północy graniczył z obwodem jakuckim, od północnego wschodu i wschodu z obwodem nadmorskim, od południa z Cesarstwem Chińskim, od zachodu z obwodem zabajkalskim.
Powierzchnia obwodu w 1897 wynosiła 449 500 km². 

## Demografia
Ludność, według spisu powszechnego z 1897 – 120 306 osób – Rosjan (68,5%), 
Ukraińców (17,5%), Chińczyków (6,5%), Mandżurów (2,8%), Tunguzów i Koreańczyków.
W kwietniu 1920, po pokonaniu przez Armię Czerwoną wojsk Białych admirała Aleksandra Kołczaka i zajęciu całej Syberii, obwód amurski został zlikwidowany jako samodzielna jednostka administracyjna. Włączono go do marionetkowej Republiki Dalekiego Wschodu, istniejącej do 1922, gdy została wcielona do RFSRR. 20 października 1932 na terytorium historycznego obwodu został utworzony obwód amurski RFSRR, obecnie (2013) Federacji Rosyjskiej, o powierzchni 361 913 km².